# Ukijo-e
Az ukijo-e (浮世絵) egy , a 17. és 19. század között felvirágzó japán művészeti stílus. Mesterei fametszeteket és festményeket készítettek különböző témákban, megörökítve a női szépséget; a kabuki színészeket és szumó birkózókat; történelmi eseményeket illetve regéket; tájképeket, különböző helyszíneket; az állat- és növényvilágot; az erotikát. Az ukijo-e kifejezés önmagában azt jelenti: „a lebegő világ képei”.
Ezek az alkotások még napjainkban is gyűjtőcsemegék, noha nagyon sok függ az állapotuktól (restaurálni gyakorlatilag lehetetlenség őket, és a nyugati keretezési szokások sem tettek jót nekik). A régiségkereskedők sokszor modern albumokból kimetszett és berámázott fényképmásolatokat adnak el gyanútlan laikusoknak..
A 17. század elején Edo (a mai Tokió) vált a katonai diktatúra központjává. A társadalom alsóbb rétegeit képviselő kereskedők profitáltak a legjobban a gyors gazdasági növekedésből. Emellett sokan éltek a kabuki színházak, kurtizánok, gésák által kínált kikapcsolódással a szórakoztató negyedekben. Az „ukijo” (lebegő világ) szó ezt a hedonista életstílust hivatott leírni. A nyomott vagy festett ukijo-e képek a 17. században, ebben a környezetben tűntek fel, és váltak népszerűvé a kereskedő réteg körében, mivel ők váltak kellően vagyonossá ahhoz, hogy megengedhessék maguknak azt, hogy otthonukat ilyen képekkel dekorálják.
Először Hisikava Moronobu gyönyörű nőket ábrázoló festményei és fekete-fehér nyomatai arattak sikert az 1670-es években. A színes nyomatok fokozatosan jelentek meg, először csak kézzel színezve, és kizárólag speciális megrendelésekre. Az 1740-es évekre a Maszanobu-féle művészek körében általánossá vált, hogy több dúcot használtak egyes területek megszínezésére. Majd az 1760-as években Szuzuki Harunobu sikere a nisiki-e nyomatokkal (más néven brokátképekkel) vezetett el ahhoz, hogy a teljesen színes alkotások általánossá váltak, így mindegyik nyomatot tíz vagy több dúccal készítettek el. A műértők nagyra értékelték a női szépségek illetve színészek portréit, melyeket a 18. század végén, olyan művészek alkottak, mint Kijonaga, Utamaru és Saraku. A 19. században egy leginkább tájképeiről híres páros vált meghatározóvá: a merész formalista Kacusika Hokuszai, akinek A nagy hullám Kanagavánál című fametszete máig a japán művészet egyik legismertebb alkotása; és leginkább a Tókaidó ötvenhárom postaállomása (Tókaidó godzsúszancugi) című sorozatáról ismert Utagava Hirosige,  művésznevén Icsijúszai Hirosige. A két mester halálát követően, és az 1868-as Meidzsi-restauráció utáni technológiai és társadalmi modernizációt követően az ukijo-e készítése gyors hanyatlásnak indult.
Egyes ukijo-e művészek festményekre specializálódtak, de a munkák nagy része fametszet volt. Az alkotók ritkán faragták maguknak az általuk használt fadúcokat, jellemzőbb volt, hogy felosztották a munkafázisokat. A művész megtervezte a nyomatot, a képfaragó készítette el a dúcokat, a nyomdász vonta be festékkel, illetve nyomta rá a kézzel készített papírlapokra azokat, valamint a kiadó finanszírozta, népszerűsítette és értékesítette a kész alkotásokat. Mivel a nyomatot kézzel készítették, a nyomdászok képesek voltak olyan effektusokat létrehozni, melyeket gépekkel nem érhettek volna el. Ezek olyan technikák voltak, mint például a színek kikeverése, vagy azok átmenetes festése a dúcokon.
Az ukijo-e központi szerepet játszott a japán művészet megítélésében.  Főleg a 19. század vége felé erőteljes, formáló hatással volt a nyugati látásmódra, legfőképpen Hokuszai és Hirosige tájképeivel.  Az 1870-es évektől a japonizmus kiemelkedően népszerű irányzattá vált, és nagy hatást gyakorolt olyan korai impresszionista művészekre, mint Edgar Degas, Édouard Manet és Claude Monet, illetve posztimpresszionalistákra, mint Vincent van Gogh, illetve az szecesszió olyan művészeire, mint Henri de Toulouse-Lautrec.  A 20. századot tartjuk a japán fametszetek reneszánszának: A sin-hanga („új nyomatok”) műfaja kihasználta a nyugat érdeklődését az olyan nyomatok iránt, amelyek a tradicionális japán témákat, életképeket ábrázolták. Illetve a szószaku-hanga („kreatív nyomatok”) mozgalom is népszerűvé vált, ami garantálta az individualista alkotásokat, melyeket egyetlen személy tervezett, faragott ki, illetve nyomtatott.

## Történet
A Heian-kor óta a japán művészet két fő vonalat követett: a japán témákra fókuszáló nativista Jamato-e hagyományt, amely a Tosza-iskola munkáival vált ismertté; és a kínai ihletésű kara-e-t olyan stílusokban, mint például a Sessú Tójó monokróm tusfestése.Akárcsak az építészetben és az iparművészetben, a festészetben is a Momojama-kor stílusát folytatták tovább az Edo-kor első évtizedeiben. Eredeti nagyvonalúságát, merészségét és erejét azonban hamar elvesztette. A Momojama-korban vezérszerepet betöltő Kanó-iskola Kanó Eitoku halála után csoportokra bomlott, társadalmi pozícióját megtartva a Edo sógunok udvarának hivatalos festészeti iskolája lett. A hagyományokban gazdag, közkedvelt zsánerfestészet egyre inkább az úgynevezett macsi-esi-k, a nép köréből származó festők kezébe került. A zsánerfestészet elvesztve sokoldalúságát, kizárólag a szórakozást, mulatságokat ábrázolta.

Kanó Hidejori Takao felülnézetből (16. század első fele) c. műve az egyik legkorábbi japán festmény, amely átlagemberek életét illusztrálja.

A 16. századig az átlagemberek élete nem szolgált a festészet tárgyául, ha pedig mégis, akkor a munkák a vezető szamuráj és a gazdag kereskedő osztály számára készített luxuscikknek számítottak. Később megjelentek városi polgárokról vagy által készített munkák is, beleértve a szép nőkről, színházjelenetekről és kurtizánokról készült olcsó egyszínű festményeket is. A kézzel készített volta miatt alacsony számú festményeket hamarosan a tömegesen előállított fadúcos nyomtatással készült metszetek váltották fel.
Hangzásbeli azonosság állt fenn az ukijo „lebegő világ”, és az egyik buddhai kifejezés között, amelynek jelentése „a bánat és gyötrődés világa”. Később a többi jelentés mellett, az ukijo kifejezés, kifejezetten erotikus jelentéssel bírt, és az alacsonyabb társadalmi rangú emberek hedonista életszemléletét hivatott kifejezni. Ez az életszemlélet Aszai Rjói Ukijo Monogatari című regényében is említésre kerül.

## Stílus

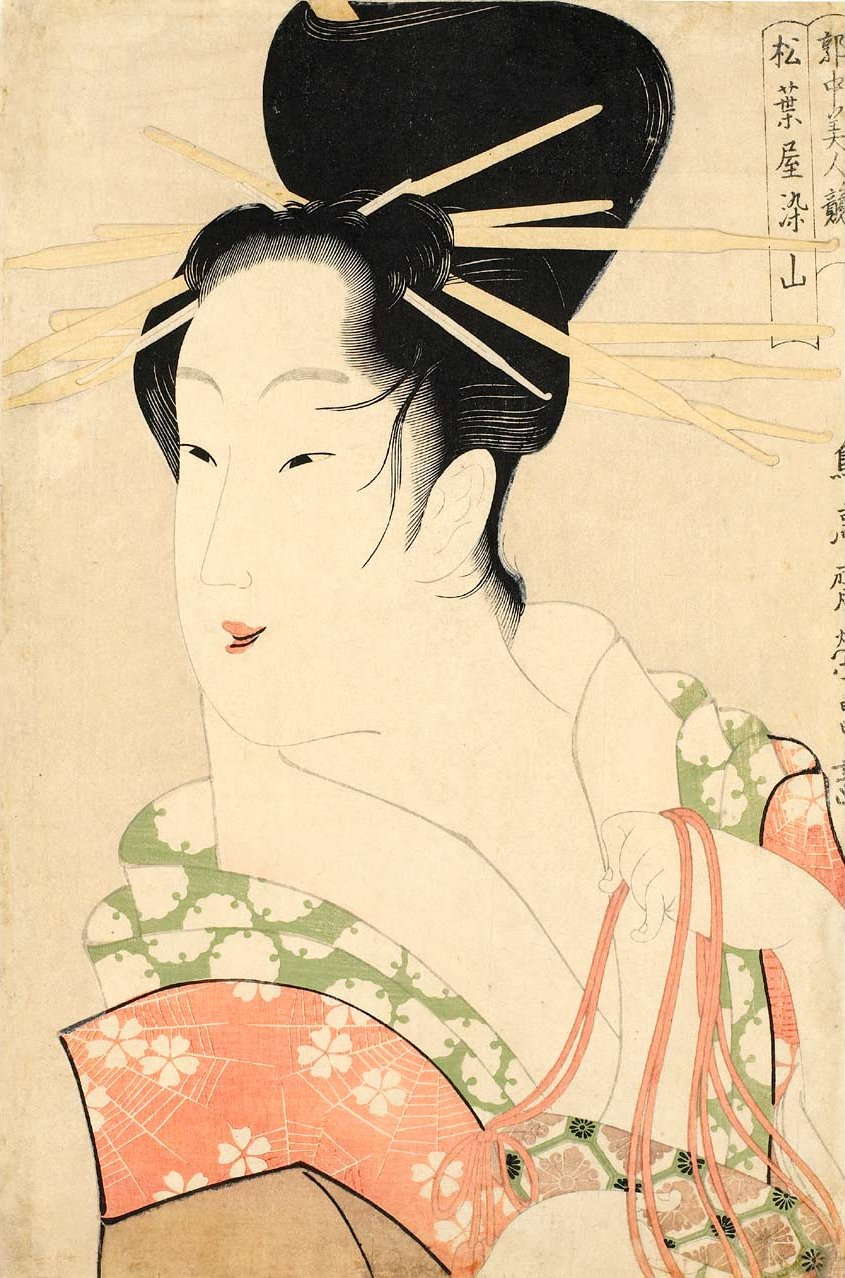
Eisószai Csóki - A Macubaja ház kurtizánja, Szomejama

Az ukijo-e korai művelői magukkal hozták azt a kifinomult tudást, mellyel a kompozíció összeállításának alapelveit alkalmazni tudták, illetve amely a klasszikus kínai festményeket jellemezte. Ezek a művészek fokozatosan elhagyták a nyilvánvalóan kínai hatást, hogy kifejleszthessenek egy eredeti, japánra jellemző művészeti stílust. A stílus korai művészeiről azt tartották, hogy „primitívek” abban az értelemben, hogy a nyomdai közeg kihívást jelentett, mivel egy több-száz éves technikát kíséreltek meg alkalmazni, ám képeik dizájnját nem tartották „primitívnek”. Számos művész tanult olyan híres japán festészetet oktató iskolákban mint a kanó iskola.
Az ukijo-e metszetek legszembetűnőbb tulajdonsága, a határozott, merész és egyenletes vonalvezetés.  A legelső nyomatok egyszínűek voltak, és ezek a vonalak voltak az egyetlen elemek, melyeket nyomtattak; a színek megjelenése után is ezek a vonalak uralkodtak a képeken. Az ukijo-e kompozíciójára jellemző a formák sík téren való elhelyezése.  Ez megfigyelhető a rajtuk szereplő alakok esetében is,  ők is egy síkban voltak elrendezve. A figyelem megragadására a vertikális és horizontális vonalak közötti kapcsolat, a kisebb dekoratív elemek, vonalak, formák alkalmazása, illetve a ruhákon megjelenő mintázat szolgált.  A képek elrendezésére gyakran jellemző volt az aszimmetria, továbbá megfigyelhető, hogy a szögek, amelyekből a jeleneteket, szereplőket látjuk szokatlanok, mintha felülről látnánk őket. Gyakran kivágták egy-egy kép elemeit, így spontán benyomást keltettek a kompozícióval. A színes nyomatok esetén, a színezett területeket körülölelő kontúr határozott, jellemzően az alapot képező vonalmunka miatt. Az esztétikumot, amelyet a síkon elhelyezkedő kontrasztos, módosított színek jellemeztek, nagyra értékelték a nyugaton, és mint sok más kiemelkedő kortárs japán művészeti stílust, a társadalom felsőbb rétegei patronálták.
A színes, hivalkodó és komplex mintázat kapcsolatban állt a folyamatosan változó divattal, ám az ukijo-e képeken megfigyelhető dinamikus pózok és kompozíciók kirívó kontrasztban állnak sok hagyományos japán esztétikai koncepcióval. Kifejezetten a vabi-szabi esetén, mivel az a szépséget az egyszerűségben, az aszimmetriában, tökéletlenségben és a múló idő evidenciájában véli felfedezni. Valamint a sibui finom, alázatos, mérsékelt képével is kontrasztot alkot. Azonban  kevésbé áll ellentétben az iki ízes, urbánus stílusával.
1744 körül a fekete-fehér nyomtatásról áttértek a halványpiros és zöld két-színnyomtatásra, majd két évtizeddel később Szuzuki Harunobu előállította az első sokszínű nisiki-e, vagyis „brokátkép” nyomatokat több nyomódúc alkalmazásával. A régebbi ukijo-e képek általában egy vagy két alakot ábrázoltak semleges háttér előtt, megelégedve a lendületes vonalvezetésű kompozícióval. Harunobu nagyobb valószerűségre törekedve alakjait olyan környezetbe állította, mely összhangban állt az ábrázolt személyek lényével.
Az ukijo-e egy szokatlan megközelítését mutatja be a grafikus ábrázolásnak, amely akár fejletlenebbnek tűnhet az ebben a korban készült európai festményekhez képest. Japánban ismerték a nyugati stílusú, geometrikus megközelítést, kiemelkedő művelői voltak az akita ranga festői az 1770-es években. Továbbá ismerték a kínai technikát, amellyel érzékeltetni tudták a mélységet párhuzamos vonalak tömegének segítségével. Ezek a technikák néha együtt is megjelentek egy-egy ukijo-e képen, a geometrikus megközelítés használatával gondoskodtak a mélység érzékeltetéséről a háttérben, valamint az elülső részeken alkalmazták az ennél kifejezőbb kínai megközelítést. Ezeket a technikákat kevésbé tudták eredeti nyugati műveken tanulmányozni, elsősorban olyan nyugati stílusú festményeken figyelték meg őket, melyek Kínában készültek. Később, mikor már behatóbban ismerték ezeket a technikákat, a művészek folytatták ezek összehangolását hagyományos módszereikkel, kompozíciós illetve expresszív igényeiknek megfelelően. Létezett egy másik módszer a mélység érzékeltetésére az alkotásokon, ez pedig a kínai háromlépéses kompozíció technikája volt. Ezt jellemzően buddhista tematikájú képeken alkalmazták, és lényegében a kép előterébe kerül egy nagy alak, a középtérbe egy annál kisebb, és a háttérbe pedig egy előzőnél is apróbb elemet helyeztek el. Ez a módszer megfigyelhető Hokuszai leghíresebb, A nagy hullám Kanagavánál című művénél. Az előtérben egy nagy, tőle hátrébb a középtéren egy annál kisebb hajó látható, és a háttérben mögöttük az apró Fuji figyelhető meg.
Az ukijo-e korai megjelenésétől kezdve létezett egy irányzat, amely olyan pozíciókba állította női szépségeit, melyet Midori Vakakura művészettörténész „kígyózó testtartásnak” nevezett el. Ez a pozitúra magába foglalja az alany természetellenesen kicsavart testhelyzetét, miközben arca hátrafelé fordul. Motoaki Kóno művészettörténész szerint mindez a tradicionális bujó táncban gyökeredzik. Haruo Szuva ezzel szemben azt állította, hogy a pózok az ukijo-e művészek művészi szabadságából fakadtak, így érve el azt, hogy látszólag nyugalmi pózok természetellenes vagy fizikailag lehetetlen extrémekbe forduljanak. Ez a helyzet fennmaradt akkor is, amikor a képek más szekcióin már realisztikus megközelítésű technikákat alkalmaztak.

## Témák és műfajok

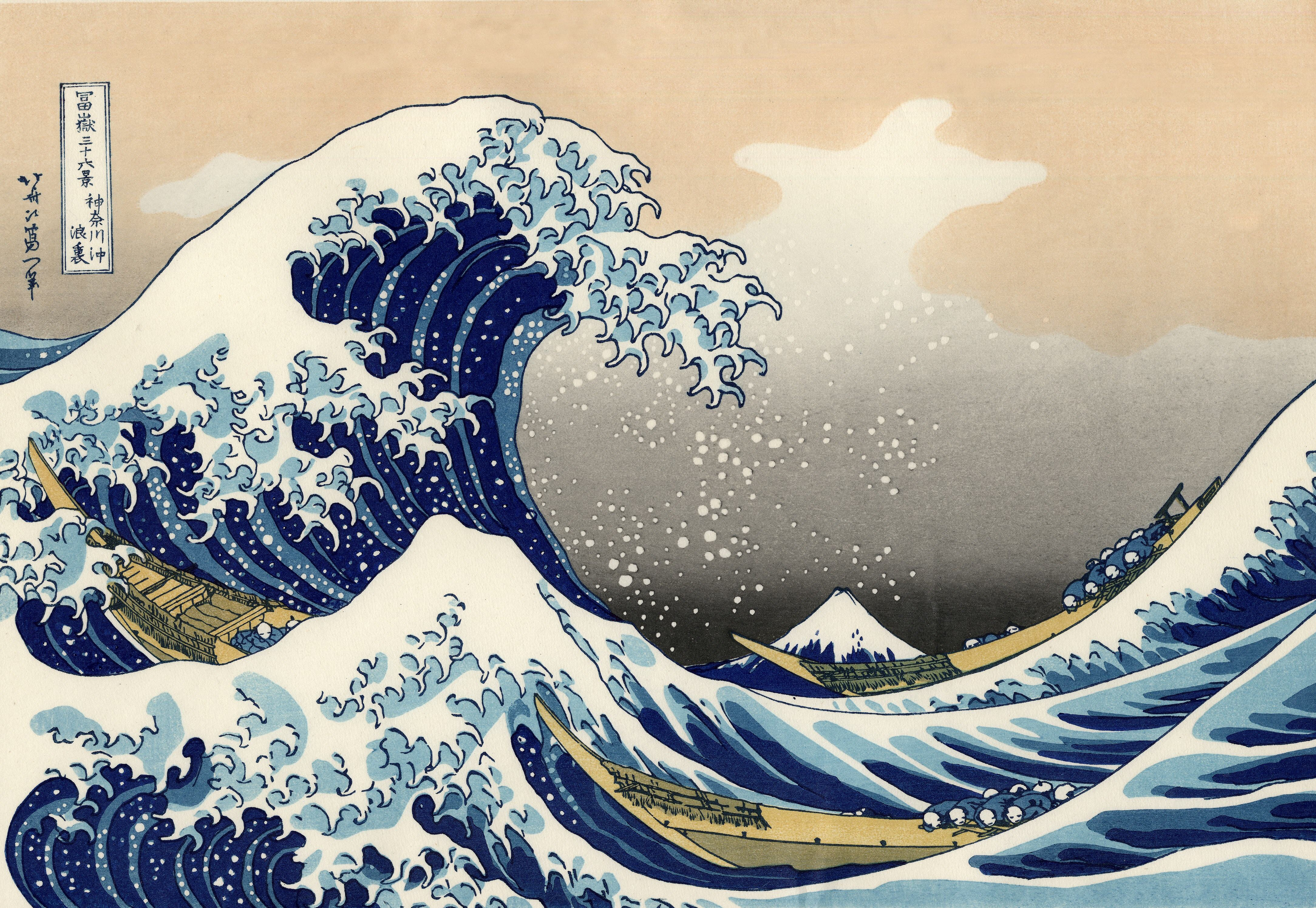
Kacusika Hokuszai: A nagy hullám Kanagavánál (1831)

Az ukijo-e kedvelt és tipikus témái közé tartoztak a kabuki színészek (jakusa-e), tájképek és a női szépség (bidzsin-ga). Az ábrázolt nők leggyakrabban szabadidejüket töltő gésák és kurtizánok voltak, így ilyen módon is hirdethették a szórakoztató negyedekben fellelhető élvezeteket.   Mivel minden korszaknak megvolt a rá jellemző divatja, a művészek által lefestett kurtizánok hajviseletéből, és ruháik stílusából kis mértékben, de reálisan következtetni tudunk a nyomat keletkezésének időpontjára. Azonban kisebb hangsúlyt fektettek a nők fizikumának, vonásainak hiteles megformálására.   Megjelenésük követte az aktuális divatot, az arcokat sztereotipizálták, egyes generációk magas és filigrán alkattal, mások apró termetűként ábrázolták a nőket. A kor két legelterjedtebb szórakoztató ágazata a kabuki és szumó volt, így híres művelőinek portréira különösen nagy volt a kereslet. Míg nyugaton leginkább a tájképek határozták meg az ukijo-e-ről alkotott képet, Japánban viszonylag később kezdett felvirágozni ez az irányzat.
Az ukijo-e kinőtte magát abból, hogy pusztán könyvek illusztrálására szolgáljon. Számos egyoldalas mű Moronobu korai alkotásai közül eredetileg könyvek illusztrálására készült. Az e-hon továbbra is nagy népszerűségnek örvendett, és fontos médiuma volt az ukijo-e művészeknek.
Egy jelentős témának számított az ukijo-e művészeinek körében az erotika (sunga). A zsidó-keresztény kultúrával ellentétben a japán hagyományok morálisan nem tartották romlottnak a szexuális ábrázolás vagy a pornográfia fogalmát, azonban a Meidzsi-korban bekövetkező erkölcsi változások a stílus hanyatlásához vezettek. A Tokugava rezsim szigorú cenzúrát vezetett be a japán törvények keretében, de a pornográfia nem számított súlyos bűnnek, és általában az erkölcsbírák engedélyezési procedúráján is átment. Az ilyen típusú képeket rendszerint magas szinten kidolgozták, a félreérthetetlen hálószobai jeleneteket gyakran humorral fűszerezték, kukkolók jelenlétével, és komikusan elnagyolt anatómiával ábrázolva a szereplőket. Hasonlóan, a gésákról készült képek, a gyönyör-negyedeket próbálták népszerűsíteni. Majdnem az összes ukijo-e művésznek eljött egy bizonyos periódus a munkásságában, amikor a sungával kezdett foglalkozni. Takahasi Tecu művészettörténész szerint nagyon sok erotikus témájú nyomat készült, akár olyan művészek körében is, mint Szuzuki Harunobu, Kacusika Hokuszai valamint Keiszai Eiszen is több ilyen képet tervezett. Keiszai Eiszen számos női portrét és erotikus képet készített, azonban tájképeit is nagyra becsülték. A „végzet asszonyai” típusú női portréiról vált híressé, az ezeken szereplő nőket általában csábító tekintettel és félig nyílt ajkakkal ábrázolta. A korabeli néző számára Eiszen alakjai a női bájt, érzékiséget és sajátos romlottságot testesítették meg. Az 1820-as években Eiszen Edo híres vöröslámpás negyedeinek kurtizánjairól számos sorozatot készített. Az ukijo-e történetéről írt, 1833-ban megjelent könyvében azt írja, hogy korának hús-vér, divatos hölgyeit szándékozott ábrázolni, nem a kabuki színészek által idealizált típusokat. Mijagava Csoszun is híres volt puha vonalakkal és rikító színekkel festett női portréiról és erotikus képeiről. Csoszun kedvét lelte a hétköznapi emberek örömeinek bemutatásában, ahogy az alkotásain is látható. E művek betekintést engednek a virágzó szórakoztató iparba, amelyet Edóban az átlagemberek is élvezhettek. Kitagava Utamaró különösen híressé vált erotikus alkotásai révén, amelyeken a karcsú, hattyúnyakú, elegáns hölgyeket gyakran kissé kacér módon jelenítette meg. A sunga társadalmi elfogadottságáról meglehetősen hiányosak a történelmi feljegyzések, noha Timon Screech azt állítja, hogy szinte biztosan voltak aggályok az üggyel, és főleg a nyugati gyűjtők körében jellemző túlzott elfogadással kapcsolatban is.
A történelem során Ázsia művészetének szerves és fontos részét alkották a természet által ihletett képek. A művészek behatóan tanulmányozták a növények és az állatok pontos kinézetét és anatómiájukat, noha az emberek ábrázolásmódja a modern időkig kissé fantázia-szülte maradt. Az ukijo-e természet témában készült képeit kacsó-e-nek nevezzük, ami japánul annyit tesz: „virágok és madarak képei”. Noha ez a műfaj sokkal többet foglalt magába, mint pusztán madarak és növények ábrázolását, és ezek sem feltétlenül jelentek meg együtt az alkotásokon.  Hokuszai fektette le a kacsó-e műfajának az alapjait, precíz és aprólékosan kidolgozott képeivel.
Az 1840-es években a Tempó Reform keretében betiltották a színészek és a kurtizánok ábrázolását. A művészek a tájképek és a kacsó-ek mellett olyan történelmi jelenetek feldolgozása felé fordultak, mint az ősi harcosok, és legendák, illetve vallási és irodalmi témában is alkottak. A történelem során a 11. században keletkezett Gendzsi szerelmei, illetve a 13. században keletkezett Heike monogatari szolgáltak inspirációs forrásként a japán képzőművészet számára, mint irodalmi művek. Gyakori témának számítottak az olyan ismert harcosok és kardforgatók, mint Mijamoto Muszasi (1584-1645), valamint a japán és kínai mitológiából ismert szörnyetegek, természetfölötti lények és hősök is megjelentek számos alkotáson. 
A 17. és a 19. század között bekövetkezett a japán izoláció, vagyis Japán elzárkózása a külvilágtól. Visszaszorították az elsősorban  Kínával és Hollandiával folytatott kereskedelmet a Nagaszaki közelében lévő Dedzsima szigetre. A külföldi stílusú, nagaszaki-e műfajú képeiket idegeneknek, külföldi turistáknak adták el.  A 19. század közepére Jokohama vált a külföldiek elsőszámú központjává, miután 1859-től a nyugati ismeretek elterjedtek Japánban. Különösen 1858-tól 1862-ig dokumentáltak jokohama-e nyomatokat, melyek olyan különböző tényeken és elképzeléseken alapultak, melyeket a világ lakóinak egyre növekvő közösségétől ismertek meg, akikkel kapcsolatba léphettek. A nyugati szárnyas oltárképek és technológiájuk kimondottan népszerűek voltak.
A különleges nyomatok közé tartozott a szurimono, amely műértők számára készült. Ez egy luxus-kivitelezésű, limitált kiadású alkotás volt, amely kompozíciójába foglalt egy öt-soros kjóka verset. Továbbá az ucsiva-e-k, a nyomattal díszített kézi legyezők, melyek gyakran szenvedtek károkat, pusztán használatuk miatt.

## Főbb képviselői

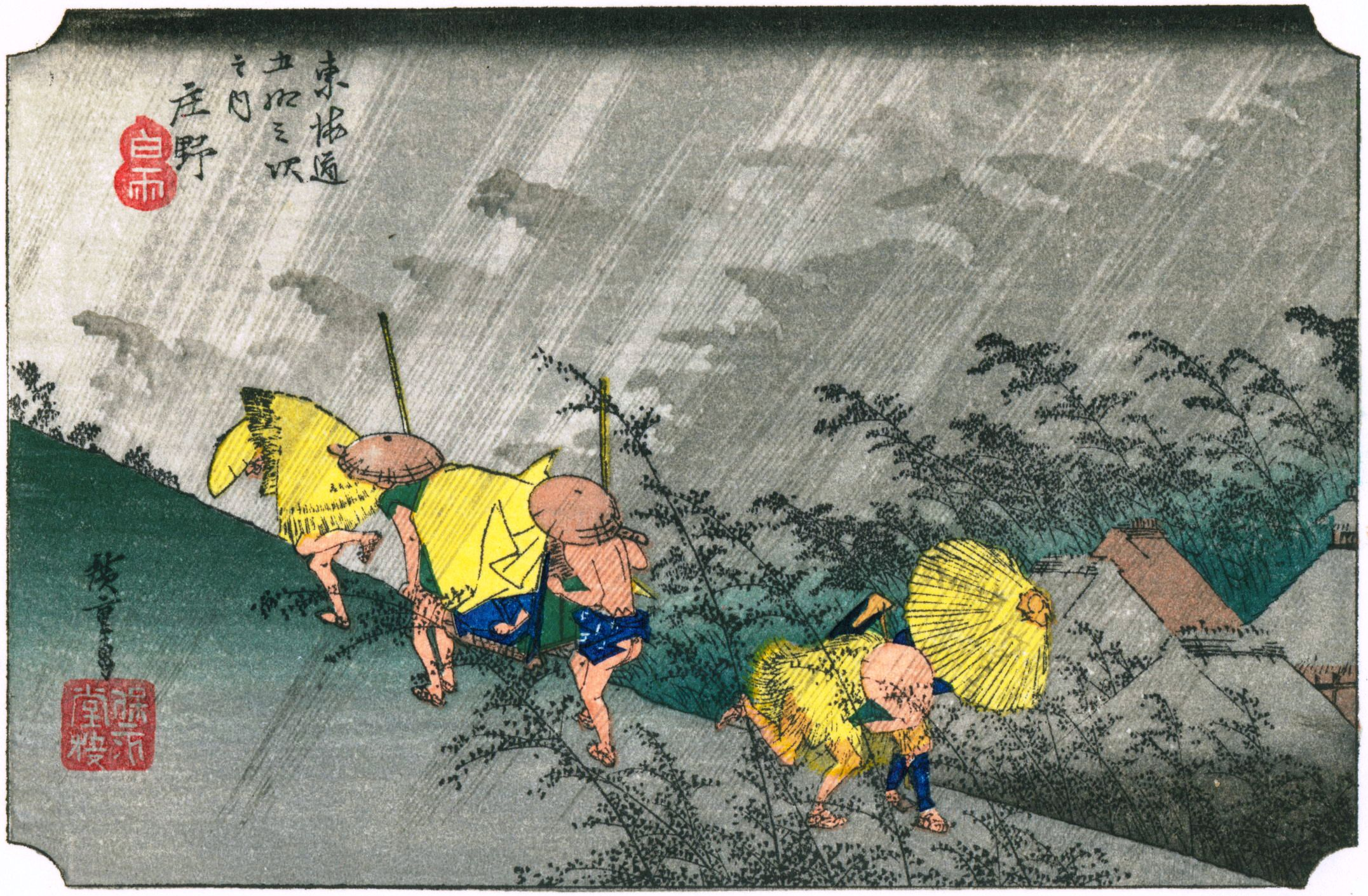
Sóno Dzsuku, egyike Utagava Hirosige Tókaidó ötvenhárom postaállomása c. sorozatának

- Hisikava Moronobu
- Iszoda Korjúszai
- Josida Hirosi
- Kacukava Sunsó
- Kacusika Hokuszai
- Kitagava Utamaro
- Sibata Zesin
- Szuzuki Harunobu
- Torii Kijonaga
- Tósúszai Saraku
- Utagava Hirosige
- Utagava Kunijosi
- Utagava Kuniszada
- Utagava Tojokuni

## Fordítás
Ez a szócikk részben vagy egészben a Ukiyo-e című angol Wikipédia-szócikk ezen változatának fordításán alapul.  Az eredeti cikk szerkesztőit annak laptörténete sorolja fel. Ez a jelzés csupán a megfogalmazás eredetét és a szerzői jogokat jelzi, nem szolgál a cikkben szereplő információk forrásmegjelöléseként.